# Situl rural Rimetea
Situl rural Rimetea este un sit aflat pe teritoriul satului Rimetea; comuna Rimetea.

## Imagini

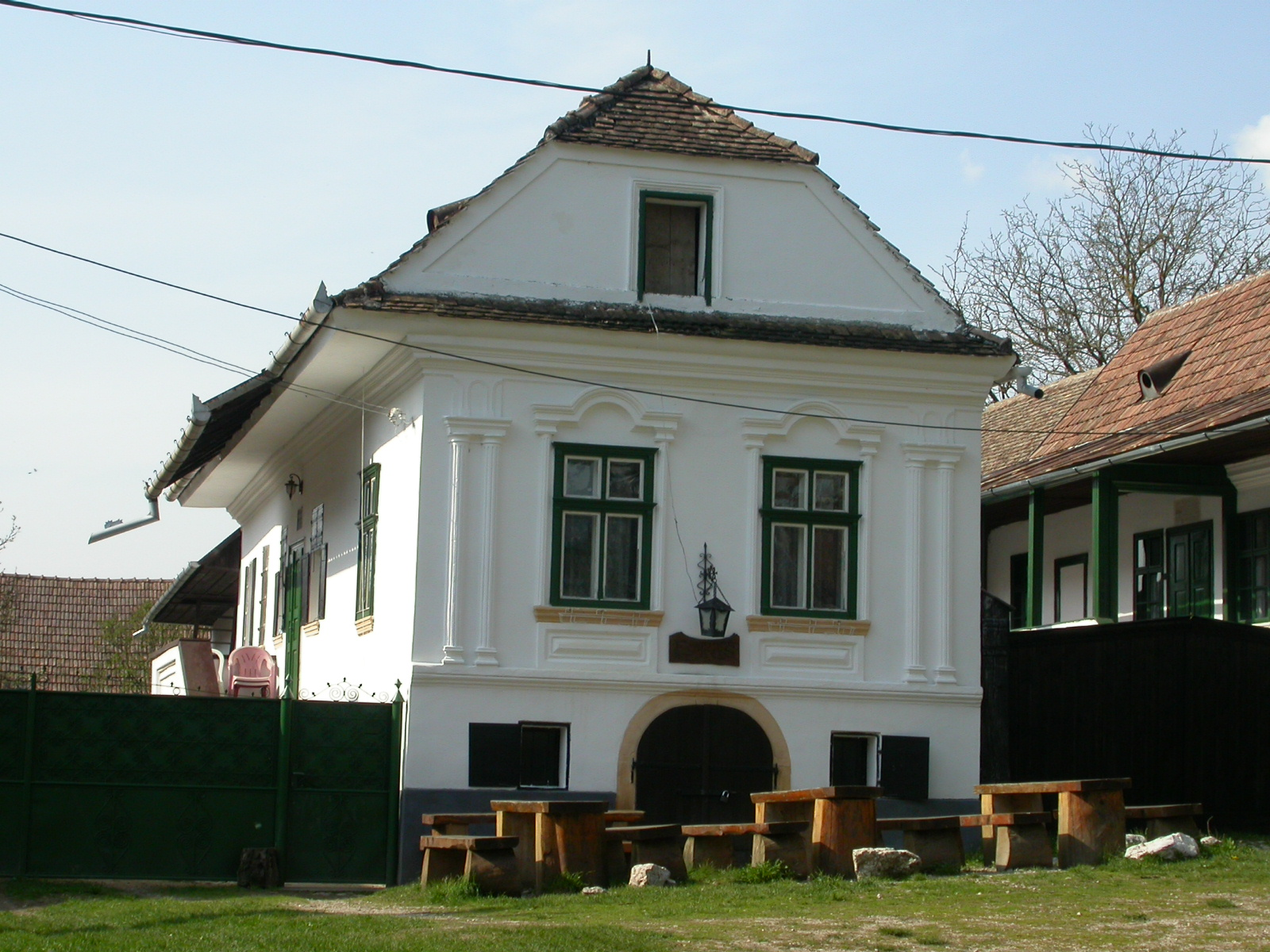
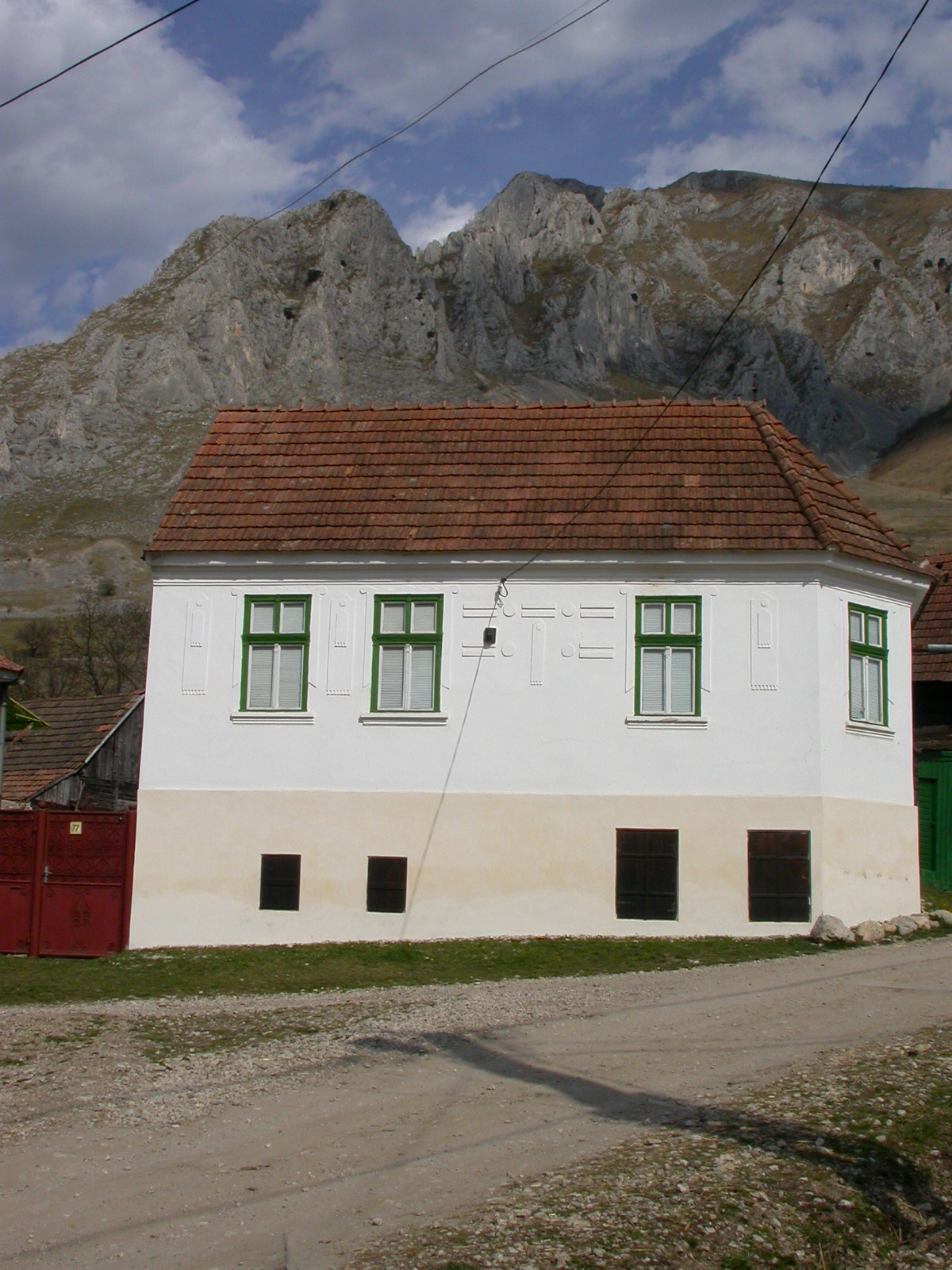
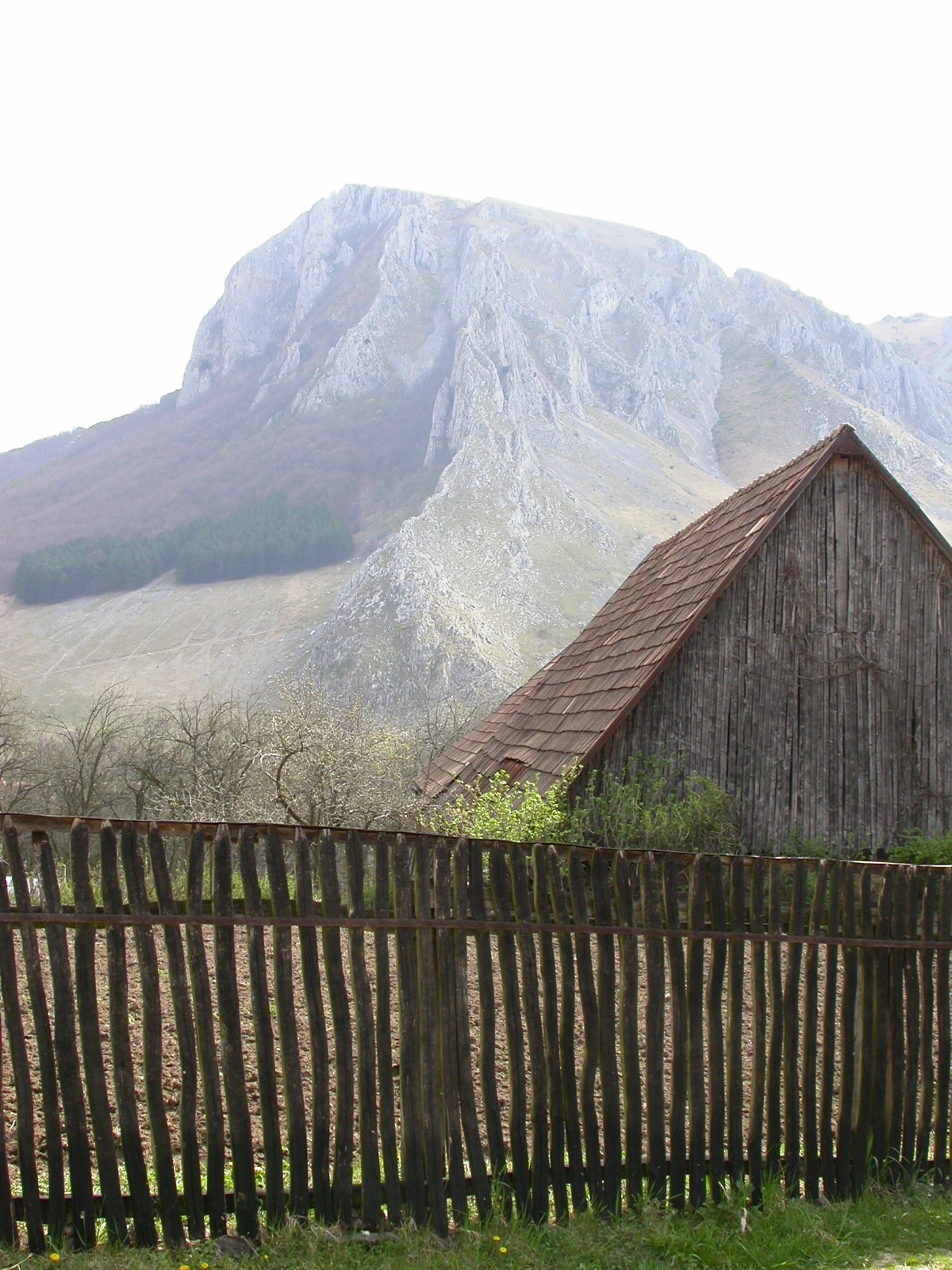
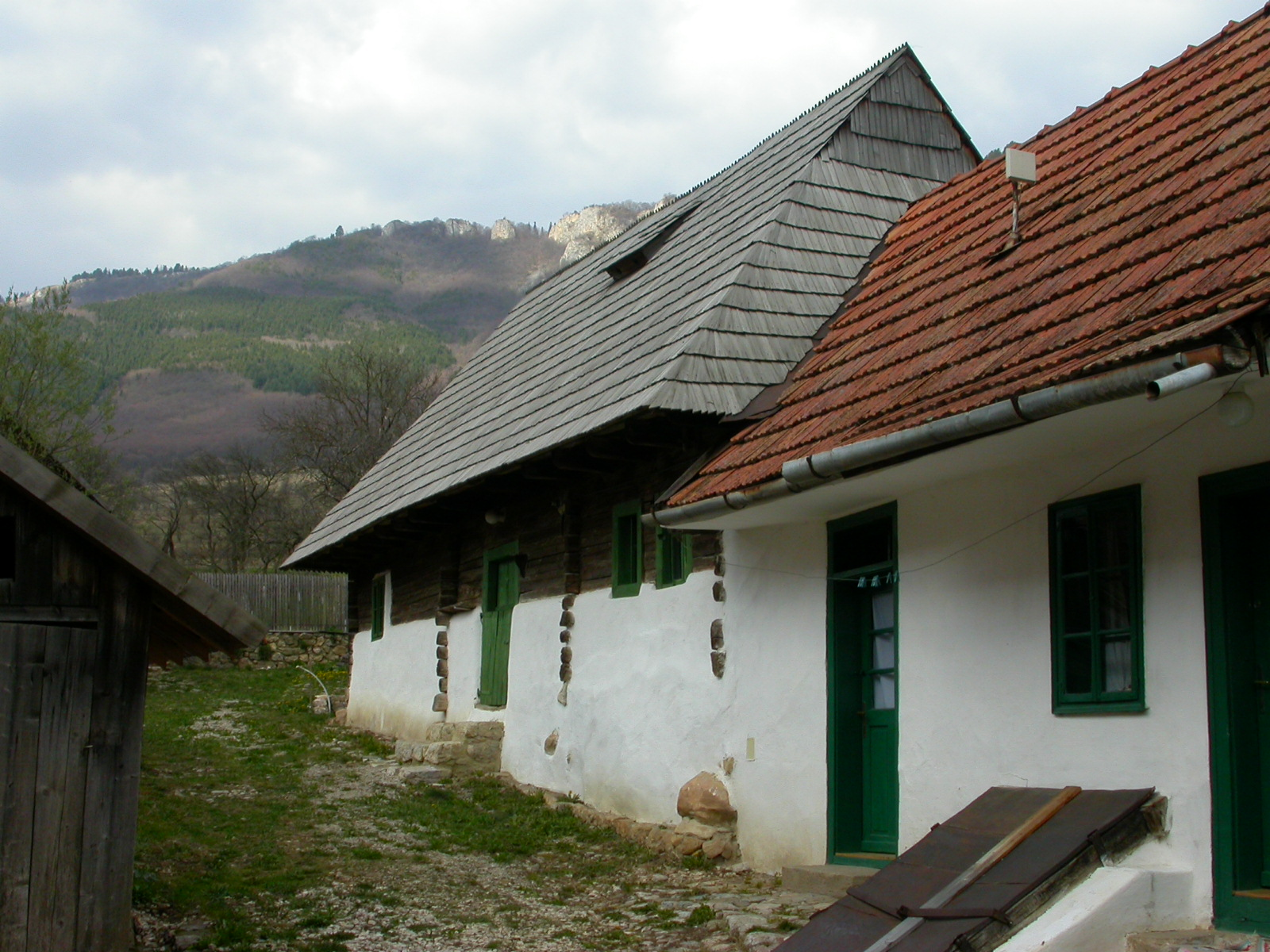
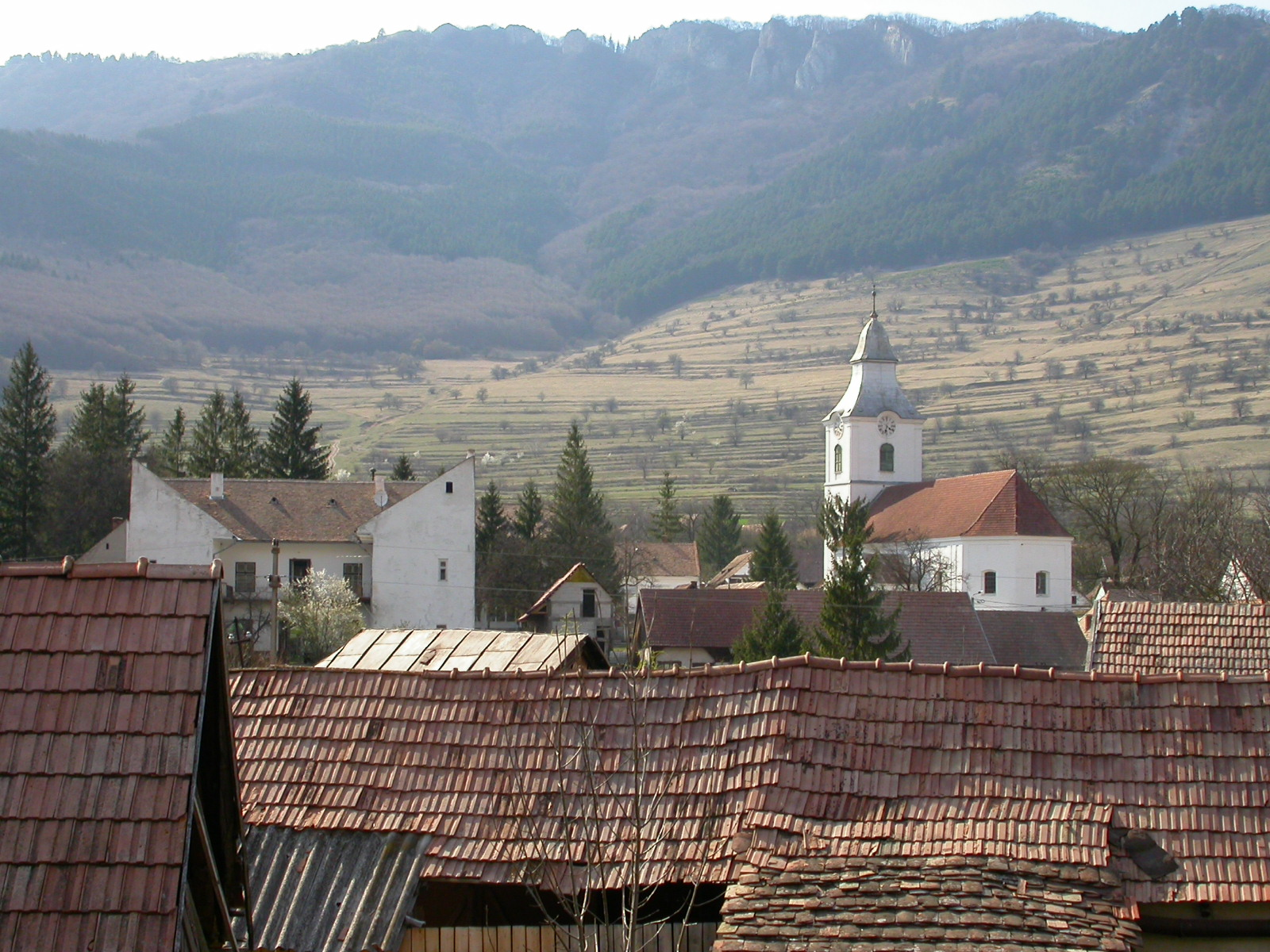
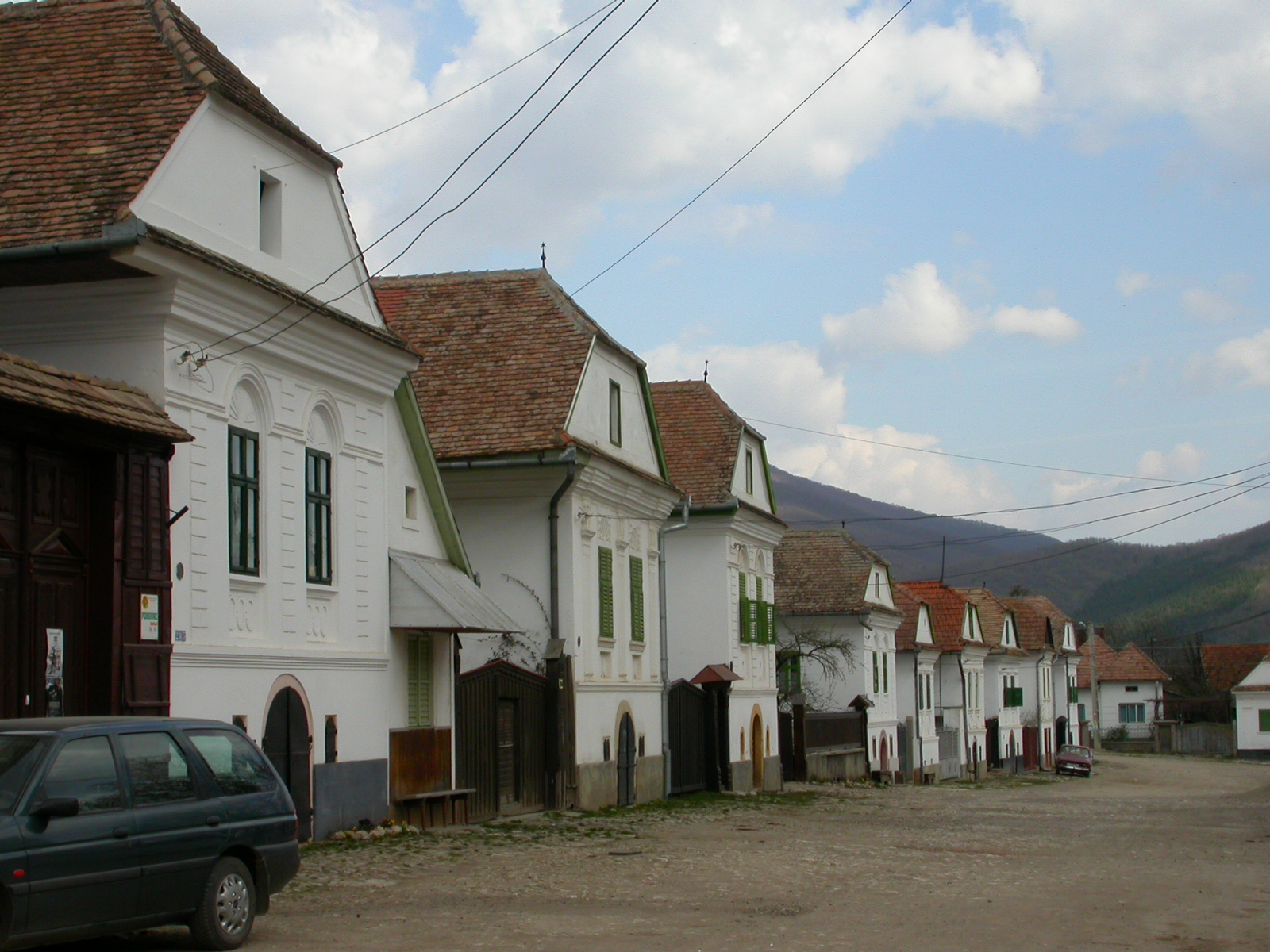
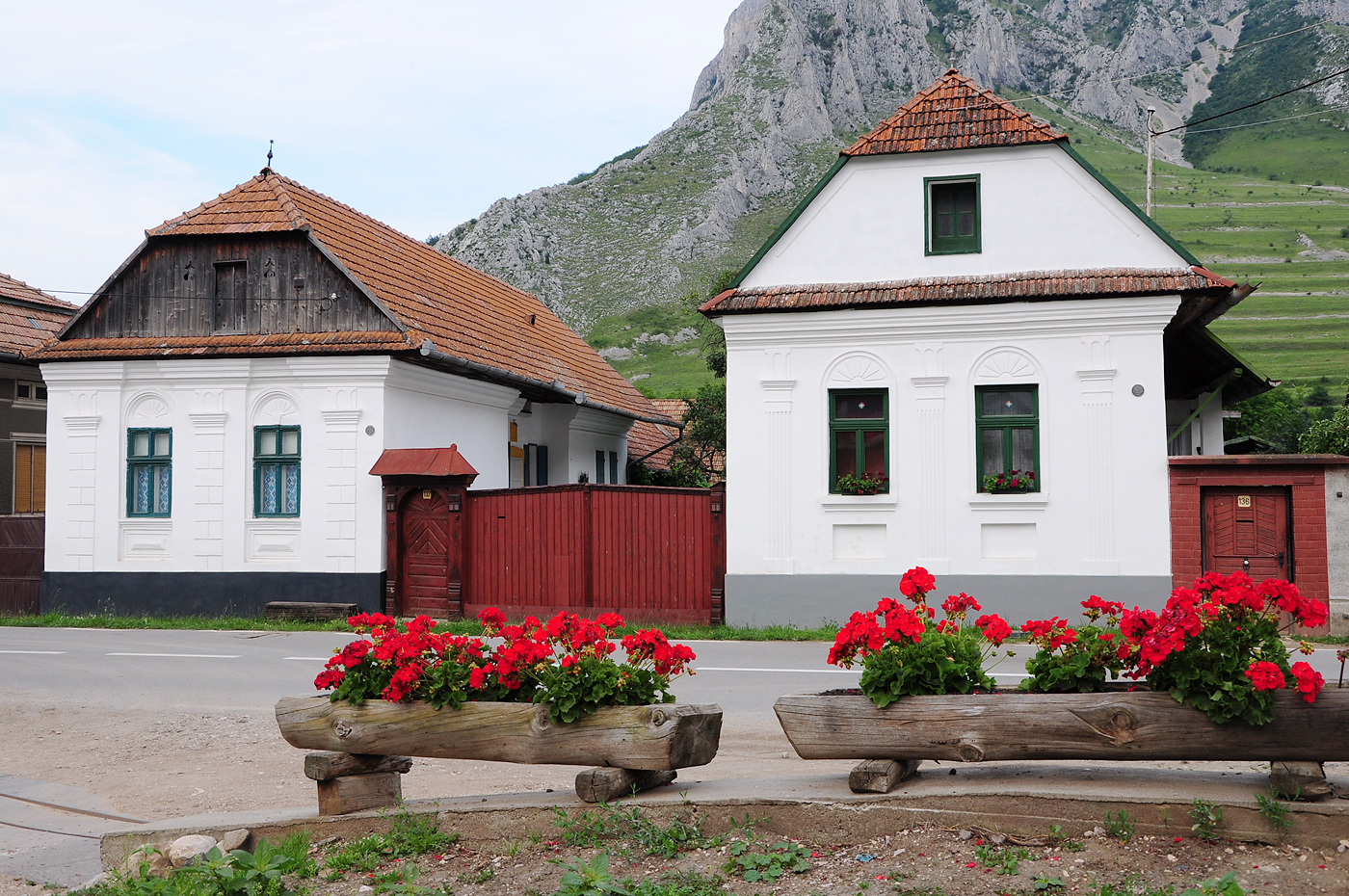
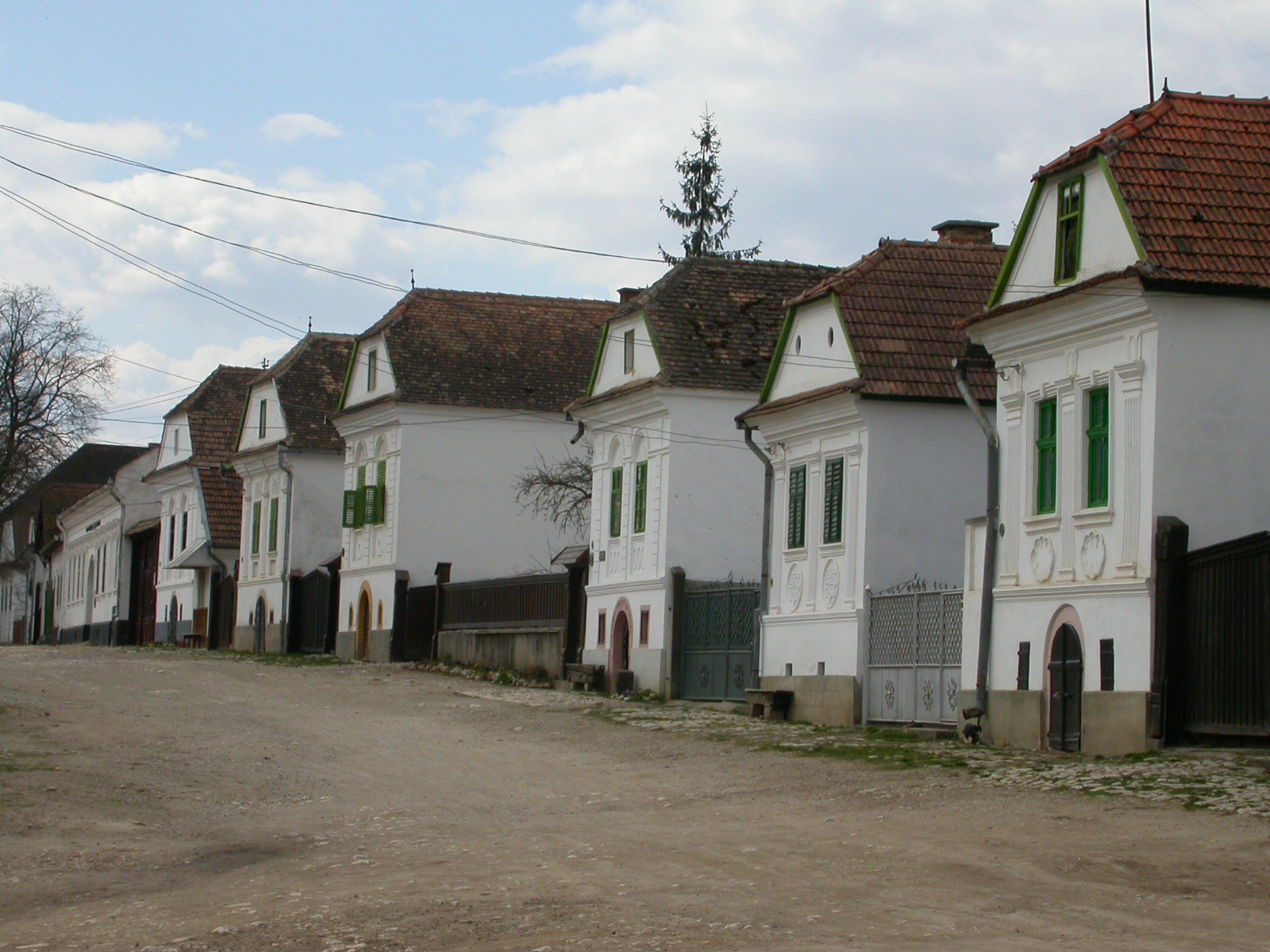